# Liste der brasilianischen Botschafter in Malaysia
Die brasilianische Botschaft befindet sich in Suite 20.01, im 20. Stockwerk des Menara Tan & Tan in Kuala Lumpur.
Der brasilianische Botschafter ist regelmäßig auch beim Sultan von Brunei Darussalam in Bandar Seri Begawan akkreditiert.
| Ernannt/Akkreditiert | Name                            | Bemerkungen | ernannt von               | akkreditiert während der Regierung von | Posten verlassen |
| -------------------- | ------------------------------- | --- | ------------------------- | -------------------------------------- | ---------------- |
| 26. Apr. 1986        | Carlos Alberto Pereira Pinto    | 27. Juni 1978 bis 25. März 1986 Botschafter in Sofia | José Sarney               | Mahathir bin Mohamad                   |                  |
| 1989                 | Sérgio Damasceno Vieira         | | José Sarney               | Mahathir bin Mohamad                   | 1994             |
| Apr. 1999            | Geraldo Affonso Muzzi           | (* 1939 in Belo Horizonte) studierte 1961 an der Universidade Federal de Minas Gerais, war Mitglied der Brasilianischen Streitkräfte übte den Beruf des Lehrers für die englische Sprache aus. | Fernando Henrique Cardoso | Mahathir bin Mohamad                   | 2002             |
| 17. Aug. 2005        | Marcos Caramuru de Paiva        | am 2. September 2004 ernannt | Luiz Inácio Lula da Silva | Abdullah Ahmad Badawi                  |                  |
| 19. Mai 2008         | Sérgio de Souza Fontes Arruda   | [ 1 ] | Luiz Inácio Lula da Silva | Abdullah Ahmad Badawi                  | 16. Dez. 2011    |
| 16. Dez. 2011        | Maria de Auxiliadora Figueiredo | [ 2 ] | Dilma Rousseff            | Najib Razak                            |                  |